# Río Payas
El río Payas es un río del sur de Anatolia cerca de lo que es actualmente la frontera entre Turquía y Siria.
Se creyó al principio de los tiempos modernos que era el famoso río Pinaro de la Antigüedad, donde Alejandro Magno derrotó a Darío III de Persia en la Primera Batalla de Issos, y el lugar más probable de la segunda y tercera batallas del mismo nombre hasta la Edad Media. Este caso lo defienden los historiadores N. G. L. Hammond y A.M. Devine basándose en detalles en relatos de testigos presenciales de la primera batalla de Issos por un lado frente a un examen del terreno ribereño en la estrecha franja costera, que no puede haber cambiado drásticamente desde la Antigüedad. Anteriormente se pensó que el Pinaro era lo que hoy es el río Deli Çay, un arroyo parecido y no distante, con unos alrededores que no casan bien con ciertas descripciones documentales.
Aunque es históricamente importante, el Payas en sí no es más que un arroyo de tamaño medio de unos pocos metros de ancho, que recorre hacia el oeste desde las inclinadas montañas y las colinas al este.